# Stjepan Moslavački
Stjepan II. Moslavački nadimka "Čupor" (prvi spomen 1256., posljednji spomen 1293.) je bio hrvatski plemenitaš i rodonačelnik obitelji Čupora Moslavačkih. Pretpostavlja se da je od obitelji Monoszló, premda postoje i verzije o vezi s rodom Csupor. Sa Stjepanom II. su se stabilizirale i razmirice koje su se dotad javljale unutar obitelji zbog podjele moslavačkih dobara, kraj sukoba je 1283., kad se spominju Petar Moslavački i Stjepan II. Moslavački.